# Budinské nářečí
Budinské nářečí je nářečí v obci Budiná na Slovensku.
Novohradská nářečí se dělí na čtyři podskupiny: ipeľské, lučenské, vrchárske a modrokamenské. I když se obec Budiná nachází "na vrchoch", její nářečí se řadí do lučenské podskupiny, nikoli do vrchárské. Eugen Jóna sice zaznamenal v meziválečném období některé prvky vrchárského nářečí (např. kody-tody, kod), ale současní mluvčí zřejmě vlivem spisovné slovenštiny využívají spíše spisovnější tvary (kedy-tedy, ked).
Nářečí středního Novohradu – lučenské nářečí – je možné lokalizovat v obcích podél Krivánského a Tuhárskeho potoka. Podél Krivánského potoka vede starodávná cesta ze Zvolena do Lučence, což mohlo podmínit, že lučenské nářečí je z novohradských nářečí nejblíže ostatním středoslovenským nářečím, a tím i spisovné slovenštině.

## Ukázka textu převyprávěného v budinském nářečí
Nastalo peknvo jarnvo popoludňia. Na veži Babušinca zazvonev menší zvon a zatýn sa začaľi zhŕňať chlapi, čiernookí, čiernovlasí – Babušinčania boľi zväča takítoka – g‿oršarpaňej škoľe, ďe buďe skúška. Deťi, čo chodeľi do škoľi, boľi sviatočňe obľečeňje už šecke tan, aľe aňi druhje, kerje ňechoďeľi, nechibovaľi. Tie zababraňie s maťerjami prišľi sa ďívať, obstáľi dvercia, zaplniac aj pitvor. Žeňi ňejšľi nuka totiž, to by sa ňepatrelo sednúť si tan, ľen v pitvore a vo dverciach postávajúc, chváľeľi aľebo kriťizovaľi skúšku aj obľek ďeťí.